# にしせと地域共創債権回収
にしせと地域共創債権回収株式会社（にしせとちいききょうそうさいけんかいしゅう）は、山口県下関市細江町に本社を置く債権回収会社（サービサー）。山口フィナンシャルグループのグループ会社である。

## 概要
2020年12月15日に山口フィナンシャルグループと愛媛銀行が共同出資で設立。山口FGと愛媛銀行は2020年1月に業務提携「西瀬戸パートナーシップ協定」を結び、船舶向け融資や地域活性化など多くの分野で連携しており、にしせとサービサーの設立もその一環である。

## 沿革
- 2020年12月15日 - 「にしせと地域共創債権回収株式会社」設立。
- 2021年
  - 8月13日 - 営業許可（法務大臣許可第127号）取得。
  - 8月19日 - 営業開始。